# George-Nunatak
Der George-Nunatak ist ein 1050 m hoher Nunatak im westantarktischen Marie-Byrd-Land. Er ragt auf halbem Weg zwischen dem östlichen Teil der Harold Byrd Mountains und dem Leverett-Gletscher auf.
Das Advisory Committee on Antarctic Names benannte ihn 1967 nach Paul George, einem Mitglied der Hubschraubereinheit der United States Army, welche die Arbeiten des United States Geological Survey in Antarktika zwischen 1962 und 1963 unterstützt hatte.